# Liste der Naturschutzgebiete im Landkreis Straubing-Bogen
Im Landkreis Straubing-Bogen gibt es 7 Naturschutzgebiete. Zusammen nehmen sie eine Fläche von 312,15 Hektar ein.
| Name                                                  | Bild | Kennung                   | Kreis                                           | Einzelheiten | Position | Fläche Hektar | Datum |
| ----------------------------------------------------- | ---- | ------------------------- | ----------------------------------------------- | --- | -------- | ------------- | ----- |
| Bogenberg                                             |      | NSG-00074.01 WDPA: 81433  | Landkreis Straubing-Bogen                       | | ⊙        | 7,77          | 1998  |
| Brandmoos                                             |      | NSG-00137.01 WDPA: 81450  | Landkreis Straubing-Bogen                       | | ⊙        | 26,17         | 1996  |
| Buch- und Helmberg bei Münster                        |      | NSG-00555.01 WDPA: 318251 | Landkreis Straubing-Bogen                       | Kalkschollen im Gäuboden südlich von Münster (Steinach). Teilflächen Buch- (2,95 ha) und Helmberg (ca. 12 ha).                      | ⊙        | 15,29         | 1994  |
| Donauauen bei Stadldorf                               |      | NSG-00315.01 WDPA: 162781 | Landkreis Straubing-Bogen                       | Kirchroth Naturnahe, altwasserreiche Abschnitte der Donauaue mit Weichholzauen-Vegetation im Auflandungsbereich des Deichvorlandes. | ⊙        | 89,52         | 1992  |
| Öberauer Donauschleife                                |      | NSG-00288.01 WDPA: 164857 | Straubing, Landkreis Straubing-Bogen            | Stadt Straubing 230,02 ha, LK Straubing-Bogen 60,57 ha                                                                              | ⊙        | 290,59        | 1986  |
| Vogelfreistätte Graureiherkolonie bei Kleinschwarzach |      | NSG-00338.01 WDPA: 166072 | Landkreis Deggendorf, Landkreis Straubing-Bogen | LK Deggendorf 27,29 ha, LK Straubing-Bogen 35,78 ha                                                                                 | ⊙        | 63,07         | 1988  |
| Weiherlandschaft bei Wiesenfelden                     |      | NSG-00622.01 WDPA: 319299 | Landkreis Straubing-Bogen                       | | ⊙        | 77,05         | 2003  |
| Legende für Naturschutzgebiet                         |      |                           |                                                 | |          |               |       |